# Tête des Fournéous
La  Tête des Fournéous (così anche nella letteratura alpinistica in italiano) è una montagna delle Alpi Cozie alta 2.682 m s.l.m., situata nel dipartimento francese delle Alte Alpi.

## Etimologia

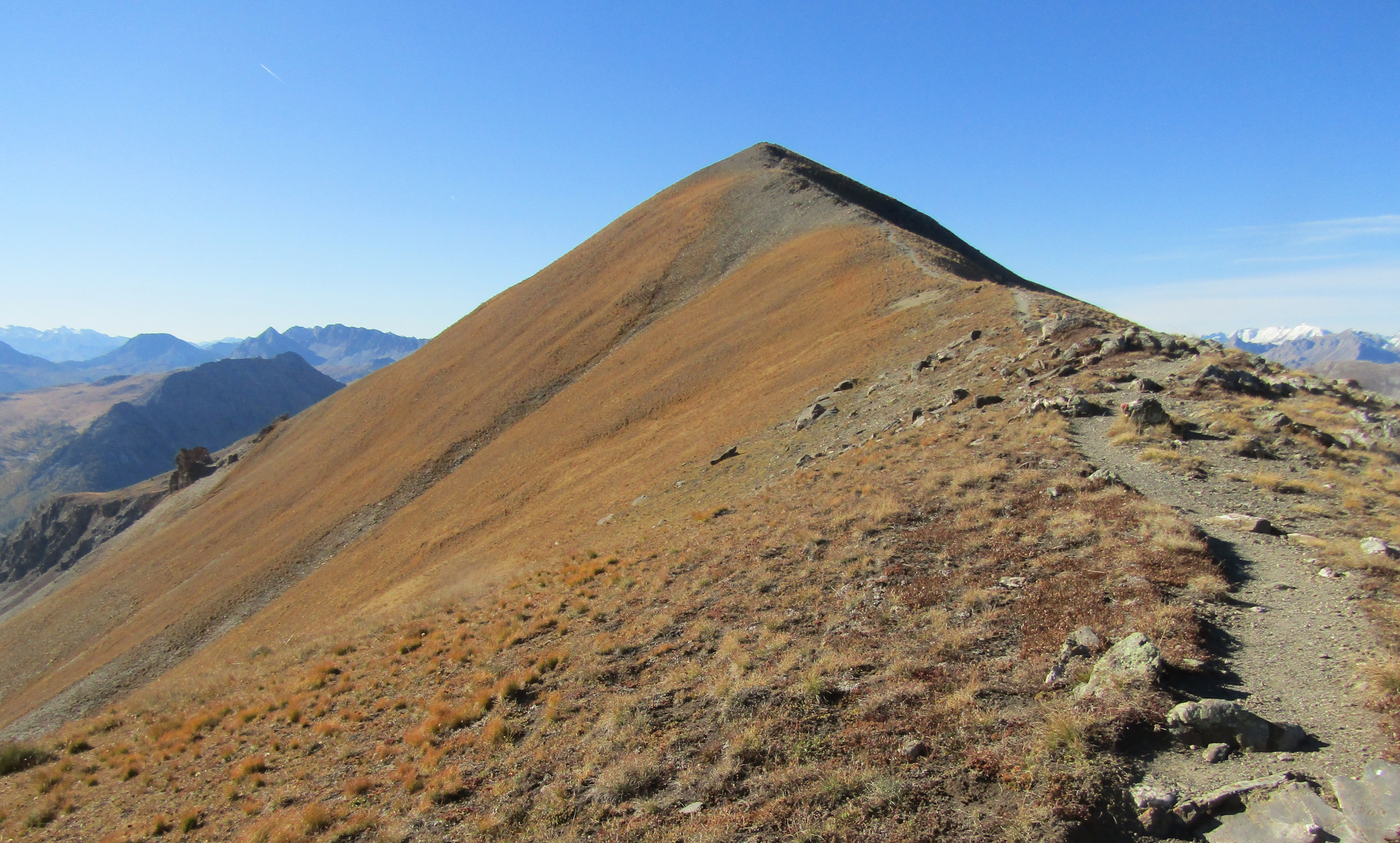
Cresta nord-orientale

L'attuale nome della montagna rispecchia quello tradizionalmente attribuitole dagli abitanti della valle della Clarée e fa riferimento alla nuvolosità che spesso ne ammanta la cima, mentre chi abitava sul suo versante orientale, dal quale le nuvole sono spesso meno visibili, la chiamava un tempo Grand Charvet. Il toponimo Grand Chalvet è oggi attribuito dalla cartografia ufficiale Institut géographique national ad una elevazione secondaria poco a nord-est della cima. Il nome Chalvet, intercambiabile con Charvet, deriva dal latino calvus, ovvero denudato, come peraltro Grand Charvia, il nome francese del vicino monte Gimont.

## Descrizione

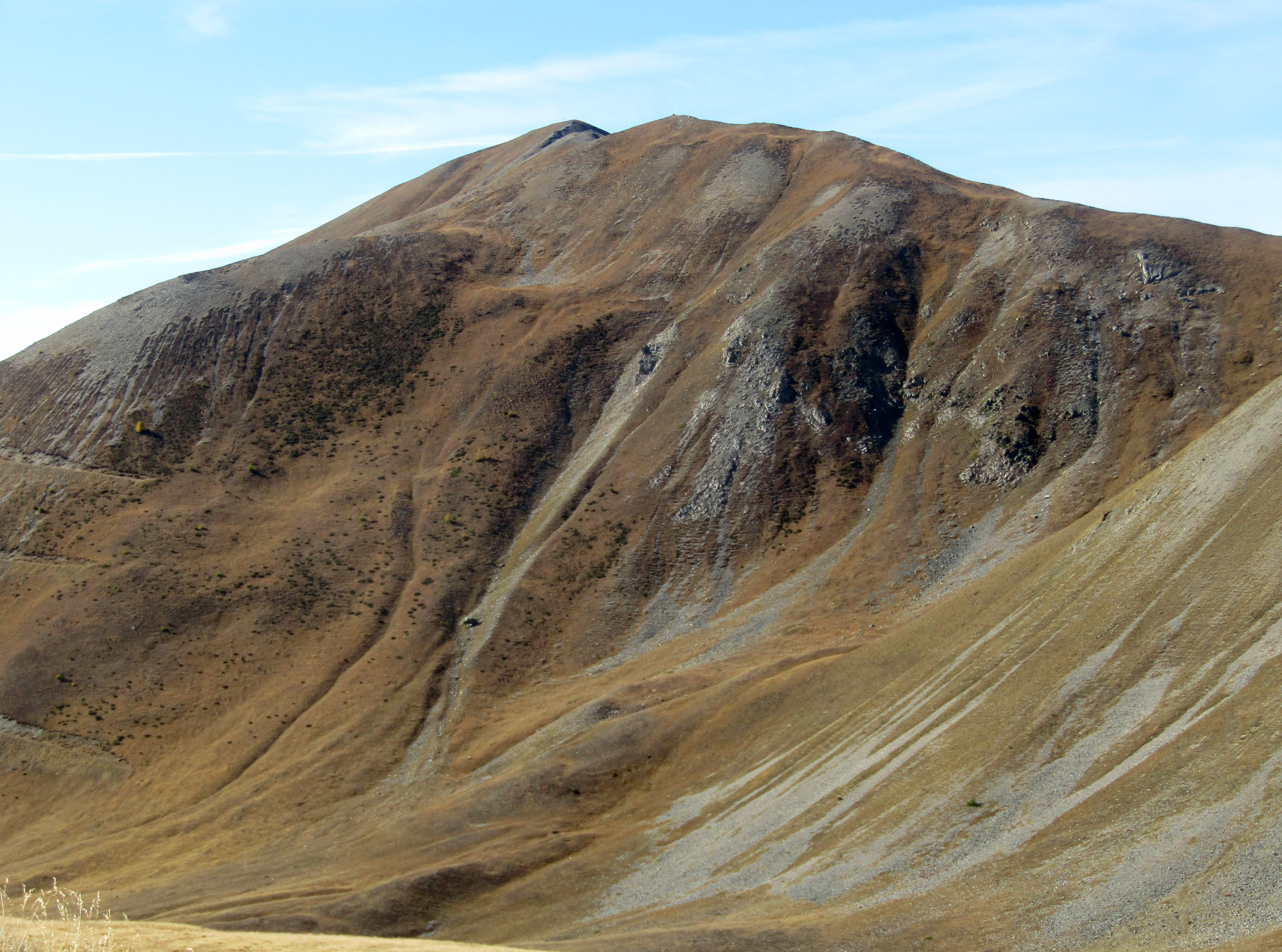
Versante sud-est

La montagna è situata a breve distanza dal Colle del Monginevro e sulla catena principale alpina, nella zona dove questa costituisce lo spartiacque fra la valle della Durance e l'alta valle di Susa. Il crinale principale prosegue verso nord con due elevazioni minori, il Grand Chalvet (2.632 m) e la Pointe de Dormillouse (2.587 m), per poi scendere al Col de la Lauze (2.529 m) e risalire al Pic du Lauzin. Nella direzione opposta lo spartiacque perde quota fino al Passo del Monginevro. Un terzo crinale si stacca dalla montagna verso ovest e, scendendo al Pas de la Fanfare e risalendo poi Tête Noire (2.630 m), divide tra loro due valloni laterali della Valle della Clarée, quello della Lause da quello dei Fournéous.  La prominenza topografica della montagna è di 153 m. Poco a sud del punto culminante della Tête des Fournéous si trova la stazione di arrivo di un impianto di risalita, la Télésiège du Chalvet.

## Geologia
Nella zona circostante la montagna è stato segnalato il rinvenimento di esemplari di Arnioceras, un genere di ammoniti.

## Accesso alla vetta

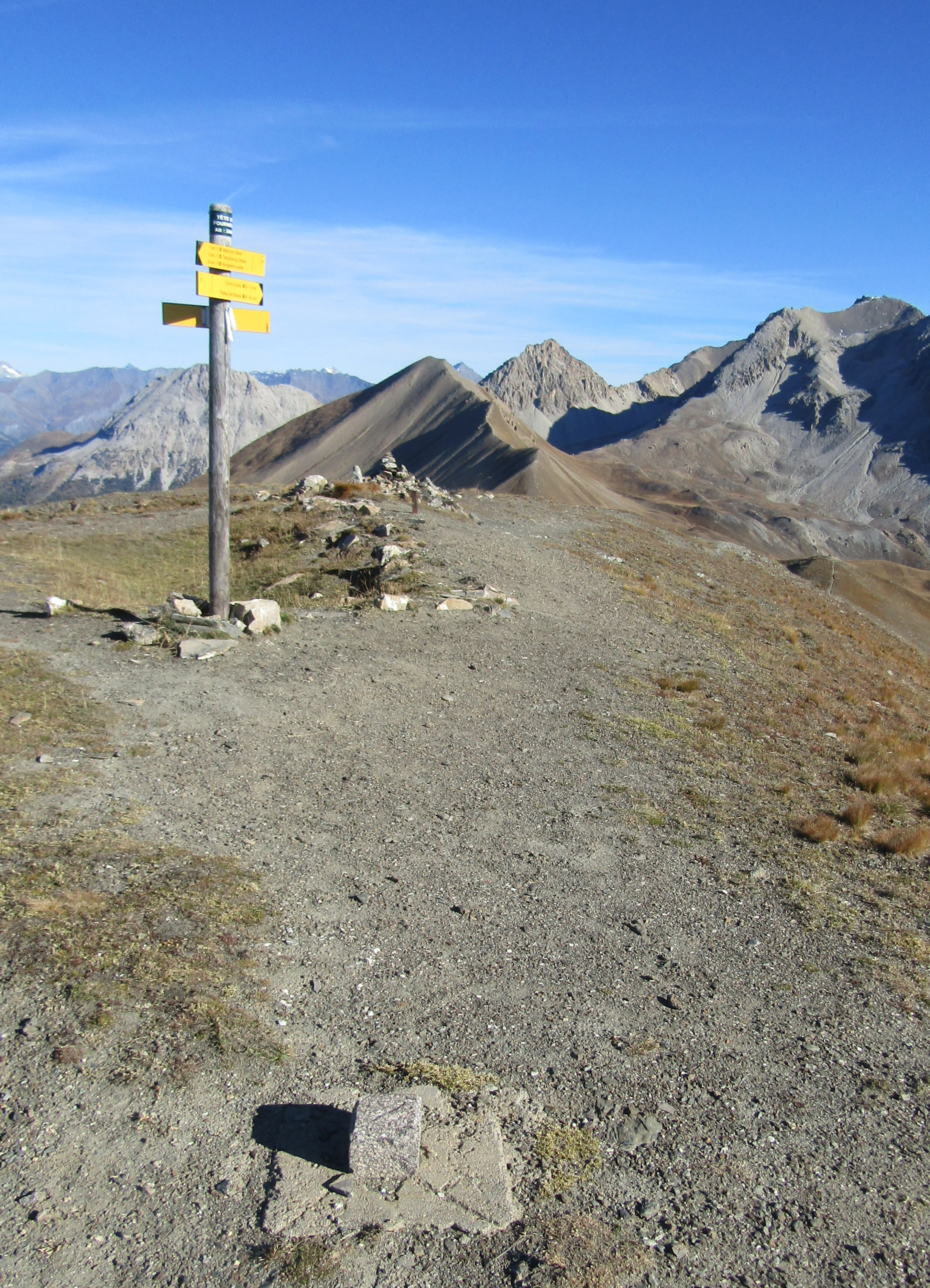
La cima della montagna

L'accesso alla montagna può avvenire per sentieri che percorrono le tre creste che convergono sulla cima. La Tête des Fournéous è accessibile anche in mountain bike, ed è inoltre una meta sciaplinistica.